# Saša Zdjelar
Saša Zdjelar (en serbe en écriture cyrillique : Саша Здјелар), est un footballeur international serbe né le 20 mars 1995 à Belgrade. Il évolue au poste de milieu défensif au Zénith Saint-Pétersbourg.

## Palmarès

### En sélection
- Vainqueur de la Coupe du monde des moins de 20 ans en 2015 avec la Serbie.

### En club
- Champion de Grèce en 2016 avec l'Olympiakos.
- Coupe de Serbie en 2018